# Collège de France
A Collège de France (francia kiejtés: [kɔlɛʒ də fʁɑ̃s]) 1530-ban alapított francia felsőoktatási intézmény Párizsban.

## Kiemelkedő alakjai

### Jeles oktatói
- Raymond Aron
- Roland Barthes
- Émile Benveniste
- Claude Bernard
- Marcellin Berthelot
- Joseph Bertrand
- Yves Bonnefoy
- Pierre Boulez
- Fernand Braudel
- Henri Breuil
- Jean Brunhes
- Jacques Bouveresse
- Guillaume Budé
- Jean-François Champollion
- Jacques Charpentier
- Anne Cheng
- Alexandre Chodzko
- Yves Coppens
- Georges Cuvier
- Pierre Danès
- Philippe Descola
- Georges Duby
- Michel Foucault
- Gilbert Génébrard
- Bronisław Geremek
- Jacques Gernet
- Étienne Gilson
- Albert Grenier
- Jerzy Grotowski
- Maurice Halbwachs
- Léon d’Hervey de Saint-Denys
- René Huyghe
- Jean Irigoin
- Stanislas Julien
- Henri Laoust
- Pierre de La Ramée
- Louis Lavelle
- Claude Lévi-Strauss
- Pierre Émile Levasseur
- Denys Lambin
- Maurice Lévy
- André Lichnerowicz
- Edmond Malinvaud
- Henri Maspero
- Louis Massignon
- Jules Michelet
- Adam Mickiewicz
- Paul Pelliot
- Jean-Pierre Abel-Rémusat
- Jacqueline de Romilly
- Antoine-Isaac Silvestre de Sacy
- Jacques Thuillier
- Paul Valéry
- Jean-Pierre Vernant
- Jules Vuillemin

### Nobel-díjjalkitüntetett professzorai
- Henri Bergson
- Claude Cohen-Tannoudji
- Jean Dausset
- Pierre-Gilles de Gennes
- François Jacob
- Frédéric Joliot
- Jean-Marie Lehn
- Jacques Monod
- Serge Haroche

### Fields-éremmelkitüntetett professzorai
- Alain Connes
- Pierre-Louis Lions
- Jean-Pierre Serre
- Jean-Christophe Yoccoz

### Abel-díjjalkitüntetett professzorai
- Jean-Pierre Serre
- Jacques Tits